# Gulang

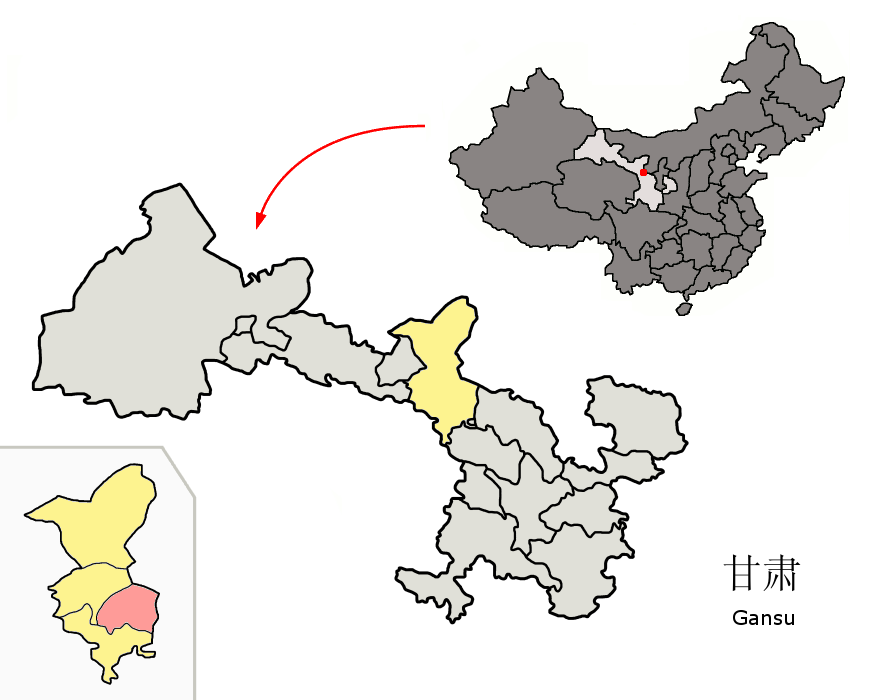
Lage des Kreises Gulang (rosa) in der bezirksfreien Stadt Wuwei (gelb)

Der Kreis Gulang (chinesisch 古浪县, Pinyin Gǔlàng Xiàn) ist ein Kreis der bezirksfreien Stadt Wuwei in der chinesischen Provinz Gansu. Er hat eine Fläche von 4.975 km² und zählt 388.900 Einwohner (Stand: Ende 2018). Sein Hauptort ist die Großgemeinde Gulang (古浪镇). 